# Ghetto Lemberg

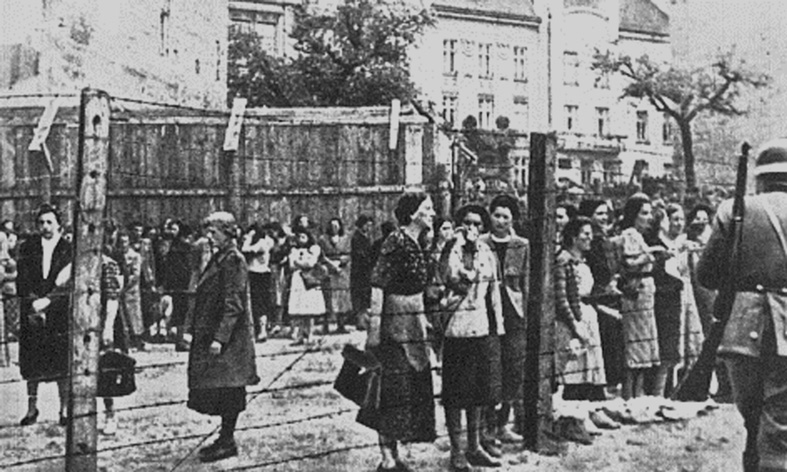
Gefängnishof in der Łącki-Straße, Blick von der Kopernik-Straße

Der Jüdische Wohnbezirk oder das Ghetto Lemberg war ein während des Zweiten Weltkriegs von den deutschen Besatzern eingerichtetes KZ-Sammellager in Lemberg (Lwiw) im Distrikt Galizien des Generalgouvernements.
Lemberg gehörte in seiner Geschichte unter anderem zu Polen und Österreich. Am 17. September 1939 rückte die Rote Armee aufgrund des Hitler-Stalin-Paktes in das polnische Gebiet ein. Aus dem von Deutschen besetzten Polen flohen viele jüdische Polen zuvor hierher.
Nach der sowjetischen Besetzung Ostpolens durch die Rote Armee kam Lemberg an die Ukrainische Sowjetrepublik, nach der deutschen Besetzung im Zuge des Überfalls auf die Sowjetunion 1941 wurde die Stadt Teil des deutschen über Polen errichteten Generalgouvernements.
Die Deutsche Besatzung Lembergs begann am 30. Juni 1941. Auch das aus Ukrainern bestehende Bataillon Nachtigall war an der Besetzung beteiligt. Es kam zu mindestens  4.000 Morden an Einwohnern. Seit dem 8. Juli 1941 waren Juden verpflichtet den Judenstern zu tragen. Das Sammellager sollte nicht verwechselt werden mit dem Zwangsarbeitslager Lemberg-Janowska, das im Oktober/November 1941 eingerichtet wurde.
Ein so genannter Judenrat mit 7 Mitgliedern wurde im Sammellager am 22. Juli 1941 installiert. Josef Parnes, ehemaliger Rechtsanwalt, wurde zum Judenältesten ernannt. Im November erschossen die Deutschen Parnes, da er sich weigerte, ihren Befehlen zur Zwangsarbeit der Insassen nachzukommen.
In einem drei Tage dauernden Pogrom ermorden pro-deutsche ukrainische Nationalisten ab dem 25. Juli 1941 etwa 2.000 Juden in Lemberg (auch Petljura Pogrom, nach den von Symon Petljuras Truppen durchgeführten Pogromen von 1918/1919).
Am 2. Oktober 1941 wurden 500 jüdische Männer zur Zwangsarbeit in den Deutschen Ausrüstungswerken (DAW) ins Zwangsarbeitslager Lemberg-Janowska selektiert.
Am 8. November 1941 wurde der „Jüdische Wohnbezirk“ eingerichtet. Die Juden Lembergs und weitere jüdische Flüchtlinge, die sich in der Stadt befanden, hatten sich bis zum 15. Dezember 1941 im Wohnbezirk einzufinden. Die dortigen nichtjüdischen Bewohner mussten bis dahin ausziehen. Bei den „Umzügen“ wurden fast 5.000 Ältere und Kranke auf dem Weg ins „Ghetto“ erschossen. Im Lager waren zeitweise bis zu 160.000 Menschen interniert. Zuvor gab es jüdische Wohnviertel, die aber überhaupt nicht von anderen Wohngebieten abgetrennt waren. Der Jüdische Wohnbezirk wurde schließlich eingeschlossen und eine Ausgangssperre verhängt.
Mit dem 14. März 1942 begannen die Razzien zur Deportation ins Vernichtungslager Belzec. Bis zum 1. April hatte die SS 15.000 Juden in die Todesfabrik deportiert. Weitere Razzien fanden vom 10. August bis zum 23. August 1942 statt. Etwa 50.000 kamen ins Zwangsarbeitslager Lemberg-Janowska und von dort ins Vernichtungslager Belzec. Der Wohnbezirk wurde etwa um die Hälfte verkleinert. Henryk Landesberg, Ältester im Judenrat, weitere Judenratsmitglieder und Ghettopolizisten wurden am 1. September 1942 öffentlich unter dem Kommando des Leiters des Judenreferats der Gestapo Erich Engels gehängt.
Weitere Deportationen fanden am 18. November 1942 statt: Mehr als 5000 nicht arbeitsverwendungsfähige Juden wurden nach Janowska oder Belzec geschafft. Am 5. Januar 1943 wurden 10.000 Juden, die keinen Arbeitsausweis vorweisen konnten, ermordet. Das Ghetto wurde offiziell in ein Arbeitslager („JuLag“) umbenannt. Weitere 1500 Juden wurden im März 1943 im Pisaki-Gebiet nahe der Stadt umgebracht.
Das Lager wurde am 1. Juni 1943 demontiert, Spuren der Massenmorde sollten beseitigt, dazu Gräber exhumiert werden. Es kam zu einem Aufstand, bei dem auch einige SS-Wachen verletzt und getötet wurden.  Rund 7.000 Personen wurden nach Janowska deportiert. Etwa weitere 3.000 wurden bei der Liquidierung des Lagers am Ort erschossen.
Die Rote Armee befreite am 26. Juli 1944 Lemberg. Als der Lwiw-Sandomierz-Vormarsch Lwiw erreichte, fand sie nur noch 200 bis 300 überlebende Juden vor.